# Африканская Протестантская Церковь
Африканская Протестантская Церковь, АПЦ (африк. Afrikaanse Protestantse Kerk, AP Kerk, APK) — кальвинистская церковь в ЮАР, отличительной особенностью которой является следование принципам расовой сегрегации.

## Общие сведения
Основная территория — ЮАР, также действуют приходы в Намибии и Парагвае. Руководство находится в Претории. По состоянию на 2004 год объединяла 240 приходов общей численностью около 44 000 прихожан. Направление — реформатское. Женское священство отвергается. Девиз — «lig in duisternis» (африк. «свет во тьме», 1Ин. 2:8).

## История
В 1986 году Нидерландская реформатская церковь Южной Африки издает документ под названием «Церковь и общество», в котором впервые озвучивает позиции отхода от политики апартеида. Это вызывает возмущение у консервативно настроенной части прихожан и пасторов. Формируется оппозиция, недовольная либеральным курсом, а также распространением арминианства и использованием перевода Библии на африкаанс, выполненного в 1983 году. 27 июня 1987 года группа из 19 пасторов и около 5 000 верующих на собрании в Претории провозглашает создание новой церковной структуры только для белых. В 1988 году состоялось открытие теологической академии. В 2001 году АПЦ стала фигурантом скандала, когда цветную семью не пустили в церковь для белых.